# 125-я улица (линия Лексингтон-авеню, Ай-ар-ти)
| Верхний ярус               |   |   |     |
| \| · л \| · \| · \| · э \| |   |   |     |
| · л                        | · | · | · э |

| · л | · | · | · э |

| Нижний ярус                |   |   |     |
| \| · э \| · \| · \| · л \| |   |   |     |
| · э                        | · | · | · л |

| · э | · | · | · л |

| Верхний ярус               |   |   |     |
| \| · л \| · \| · \| · э \| |   |   |     |
| · л                        | · | · | · э |

| · л | · | · | · э |

| Нижний ярус                |   |   |     |
| \| · э \| · \| · \| · л \| |   |   |     |
| · э                        | · | · | · л |

| · э | · | · | · л |

«125-я улица» (англ. 125th Street) — станция Нью-Йоркского метрополитена, расположенная на линии Лексингтон-авеню, Ай-ар-ти.  На станции останавливаются маршруты: 4 (круглосуточно), 5 (круглосуточно, кроме ночи), 6 (круглосуточно) и <6> (в будни днём в пиковом направлении). Экспресс-пути используются маршрутами 4 (круглосуточно, кроме ночи) и 5 (круглосуточно, кроме ночи). Локальные пути используются маршрутами: 4 (ночью), 6 (круглосуточно) и <6> (в будни днём в пиковом направлении). Станция состоит из двух островных платформ, по одной на каждом уровне.
Станция была открыта 17 июля 1918 года, как часть продления линии под Лексингтон-авеню на север в сторону Бронкса. Построена двухуровневой. На каждом уровне по одной платформе, поезда с обоих путей идут в одном направлении — с верхней платформы поезда идут в сторону Бронкса, с нижней — в Нижний Манхэттен. Станция является северной точкой линии, далее за ней через реку Харлем поезда следуют в Бронкс. Линия Джером-авеню (маршруты 4 и 5) продолжается на север, а линия Пелем (маршруты 6 и <6>) поворачивает на восток.
Одним кварталом западнее станции, расположена станция Harlem — 125th Street на MNRR.
Также планируется построить здесь в будущем новую станцию, которая будет на стоящейся сегодня новой линии Второй авеню.
- Мозаика с изображением моста
- Фото 1977 года